# La Chapelle-sur-Aveyron
La Chapelle-sur-Aveyron è un comune francese di 524 abitanti situato nel dipartimento del Loiret nella regione del Centro-Valle della Loira.

## Società

### Evoluzione demografica
Abitanti censiti